# 北川賢一
北川 賢一（きたがわ けんいち、1980年8月25日 - ）は、日本の歌手、シンガーソングライターで、日本のロックバンド・ロードオブメジャーの元ボーカルである。愛称は「けんちゃん」。兵庫県神戸市出身。乙女座、血液型・A型。

## 略歴
2002年
- 4月23日、高校生の頃からバンドを始め、テレビ東京系列『ハマラジャ』の「メジャーデビューを目指す最強バンド結成」企画にて、ヴォーカリストとして選出される。そして『ロードオブメジャー』が誕生。メジャーデビューするために、オリコン初登場50位に入らなければ即解散という条件を達成した。
- 8月28日、インディーズデビューシングル『大切なもの』をリリースし、ミリオンヒットとなる。

2003年
- ほぼ全ての楽曲の作詞・作曲を自ら行う。
- 1月21日、シングル『雑走/足跡』をリリース。
- 8月6日、シングル『僕らだけの歌』をリリース。
- 9月24日、1stアルバム『ROAD OF MAJOR』をリリース。インディーズバンド初のオリコン初登場1位を記録し、2018年現在もまだこの記録は破られていない。

2004年
- 11月17日、シングル『心絵』をリリースし、待望のメジャーデビュー。同曲は、NHK教育テレビアニメ『MAJOR』 の主題歌として起用される。

2005年
- 2月16日、シングル『偶然という名の必然』をリリース。
- 4月27日、シングル『親愛なるあなたへ...』をリリース。
- 7月27日、シングル『蒼天に向かって』をリリース。
- 8月24日、2ndアルバム『ROAD OF MAJOR II』をリリース。

2006年
- 2月8日、シングル『さらば碧き面影』（NHK教育テレビアニメ『MAJOR 第2シリーズ』主題歌）をリリース。
- 5月31日、シングル『ENERGY』（阪神タイガース戦MBSプロ野球中継テーマソング）をリリース。また、夏には資生堂 『シーブリーズ』のCMで声の出演。

2007年
- 3月7日、事実上のラストシングル『PLAY THE GAME』（NHK教育テレビアニメ『MAJOR 第3シリーズ』主題歌）、同月、初のベストアルバム『GOLDEN ROAD 〜BEST〜』をリリース。
- 7月3日、原点に立ち返って自分たちの音楽を再構築する必要性を感じ、ロードオブメジャー解散。その後、"素の自分"や"自分はこれから何をやりたいのか"を見つめ直す旅に出る。当初は「1年はゆっくり時間をとって見つけよう」と思っていたが、ファンに対して早く自分の姿を見せて、皆と一緒に人生を歩んで、悩んでゆくことが自分らしさだと気づき、急遽旅を終え帰国。
- 10月13日、バンド解散から3ヶ月後、『北川けんいち』としてソロ活動を開始。それに伴い同日、公式HPを正式オープン。サーバーダウンするほどアクセスが集中した。
- 11月15日、北川けんいち展のチケットの予約販売を開始し、僅か数十分で完売。追加販売も行ったがそれも完売した。
- 12月22日〜23日、北川けんいち展”決意”in原宿を開催。

2008年
- 1月26日〜27日、北川けんいち展”決意”in神戸を開催。
- 2月4日、実弟と共にラジオを行う。リスナーが0人だったため、幻のラジオとなった。
- 2月5日、木山裕策のデビューシングル『home』のPVに写真撮影で参加。
- 2月29日、戸塚中学校にて「夢を持つ事の大切さ」について演説を行う。
- 5月16日、公式MySpaceをオープン。
- 6月6日、『北川けんいち本』を発売。それに伴い、公式モバイルサイトもオープンした。下旬にはインストアライブ&サイン会をHMV、青山ブックセンター、紀伊国屋新宿南で行う。
- 7月20日、マルチクリエイター・しんどうこうすけとPodcastにて「しんけんゼミ」を開始。
- 9月10日、自身の楽曲を着うた、着うたフルで音楽配信がスタート。
- 12月8日、Cube Rider特別企画「SOUND TUBE」にて、マルチクリエイター・JEBと共に「ケンイチロウ」を結成。楽曲『やったもん勝ち』を期間限定でダウンロード開始。

2009年
- 4月29日、KOBE PORT ISLAND "GOING KOBE'09"に出演。
- 8月23日、全力投球!!'09夏に出演。
- 8月24日、WEB限定1stシングル『きみと月まで』をリリース。先着300名にはサイン付きCDが贈られた。
- 8月26日、心斎橋BIG CAT『アンダーグラフ 10th anniversary tour 〜素晴らしきジャパニーズロックファイターズ〜』に出演。
- 8月31日〜9月4日、初のライブツアー、「どーもみなさまこんにちは北川ですTOUR2009」を開催。
- 10月4日、第3回神戸夙川学院大学大学祭「HERACLES FESTIVAL」に出演。
- 12月9日、レコチョク着うたフルにて、配信限定シングル『フリーウェイ』を配信開始。
- 12月12日、神戸ルミナリエ15周年記念〜KIT KAT Christmas Live〜に出演。
- 12月23日、配信限定シングル『歩きましょう』を配信。

2010年
- 1月13日、配信限定シングル『ビジネスマン』、『防波堤の上』を配信。
- 1月18日、名古屋ell.FITS ALLに出演。
- 1月27日、配信限定シングル『そのまた先へ』を配信。
- 2月17日、配信限定シングル『またはじめようか（2010Version）』、『ハローイーバ』を配信。
- 2月24日、配信限定シングル『BABY+BABY+BABY』、『ホットなのかアイスなのか』を配信。『BABY+BABY+BABY』は、レコチョクロックフルランキング（デイリー）にて、1位を獲得。
- 3月20日〜26日、自身2度目となるライブツアー、「ハロー！ボンジュール！！コンニチワ！！！北川けんいちTOUR2010」を開催。
- 4月3日、公式HP内の日記にて、一般女性との結婚を発表した。
- 5月19日、Astro Hall 10th Anniversary ROCKET START Vol.2に出演。
- 7月7日、1stアルバム『いち』をリリース。
- 8月25日、自身30歳の誕生日に、公式Twitterをオープン。
- 9月18日、「北川けんいち レコ発ライブ!」を開催。
- 9月23日、『SAKURISE　Vol.05』に出演。
- 10月16日、ほたる日和「みらい小説e.p.」RELEASE TOURに出演。
- 10月27日、まきちゃんぐ presents「ちゃんぐの部屋」に出演。
- 12月12日、「北川けんいちんち Vol.1」を開催。
- 12月21日、Lead-off Hitter presents 『アソビゴコロ －愛で地球を救う－』に出演。

2011年
- 1月1日、Web限定2ndシングル『音しだま』をリリース。
- 1月16日、Ride on !! アコースティック編に出演。
- 1月28日、「北川けんいちんち Vol.2」を開催。
- 2月19日、東海高校・中学校「サタデープログラム」、「北川けんいちんち Vol.3」に出演。
- 3月3日、2ndアルバム『Mr.ジェントルマン』をリリース、公式メールマガジンを配信開始。
- 3月20日〜25日、自身3度目となるライブツアー、北川けんいち「春はまだか」を開催（東北地方太平洋沖地震の影響により、東京公演は中止）。
- 4月30日、〜うわつくふたり〜 北川けんいち×sugarbeans「札幌の春にうわつくふたりかな」の巻に出演。
- 7月15日、「100人集まれ！VOXhallのドキドキサマーキャンプ！」に出演。
- 7月31日、「てら・フェス2011」に出演。
- 8月25日、ライブ会場限定3rdシングル『31』をリリース。「コツコツコツコツサーティーワン 〜マイマイマイマイバースディ〜」を開催。
- 9月22日、「太陽と虎」に出演。
- 10月1日、「北川けんいちんち Vol.4」を開催。
- 10月5日、「Slow Sound」に出演。
- 10月30日、「こうべ波止場まつり」に出演。
- 12月16日、マルコプレゼンツ「アイラブナニワールド」に出演。
- 12月25日、mazeel band「Walk」リリース記念ライブに出演。

2012年
- 1月1日、Web限定4thシングル『音しだま 2012』をリリース。
- 4月4日、3rdアルバム『BANANA』をリリース。

2015年
- 12月27日、二人ノリ　北川けんいち×近藤信政というイベント内でベース・松本賢一がゲスト出演、ドラム・上原彰兼が電話出演し、ロードオブメジャー解散後初めて4人が揃う事となった。

2016年
- 3月2日、約4年振りとなる4thアルバム『BROWN』をリリース。

2019年
- 株式会社コルクに所属し『けんいち』名義として活動を開始。2019年8月から毎月25日に新曲を各種音楽配信サービスにて配信している。また毎週月曜日と新曲発売日の毎月25日の23時からはインスタライブも行っている。

2023年
- 3月16日、TBS系列番組｢ラヴィット！｣に北川賢一と近藤信政がサプライズ生出演。ドラム、ベースのサポートメンバーを含む4人で｢大切なもの｣をフルコーラス生演奏。放送後Twitterのトレンド入りもする。

- 8月22日、2023年9月30日(土曜日)に茨城県で開催される大洗海上花火大会ふるさと納税フェスティバルに北川賢一と近藤信政が参加する事を発表。また、当日のバックバンドは近藤信政が現在活動している三寅のメンバーが担当する。

- 8月27日、上記で述べたイベントの告知を北川賢一と近藤信政と三寅メンバーでドラムのUがインスタライブでコラボ配信を行う。

## 人物
「仲間」・「家族」・「音楽」・「人と人との繋がり」・「自分」・「地元」・「時間」・「心」を大切にしている。
作詞・作曲は、ほぼ全般、彼が担当している。作詞では「〜です」「〜ます」など敬語を使うことがある。
「心絵」が出来るまでは、ジンクスに悩まされていた。
阪神タイガースのファンで、2006年4月7日に、阪神タイガース対横浜ベイスターズ（大阪ドーム）戦で、君が代を独唱した。
神戸デザイナー学院出身。
元々の所属バンドは「WALTHER P38」。
2010年4月3日、一般女性との結婚を発表した。

## ディスコグラフィー

### シングル
| 枚  | 発売日        | タイトル     | 収録曲                                              |
| --- | ------------- | ------------ | --------------------------------------------------- |
| 1st | 2009年8月24日 | きみと月まで | きみと月まで                                        |
| 1st | 2009年8月24日 | きみと月まで | すてきなこと                                        |
| 1st | 2009年8月24日 | きみと月まで | 開業宣言                                            |
| 2nd | 2011年1月1日  | 音しだま2011 | 春はまだか                                          |
| 2nd | 2011年1月1日  | 音しだま2011 | 君にしるす                                          |
| 3rd | 2011年8月25日 | 31           | ボヘミアン                                          |
| 3rd | 2011年8月25日 | 31           | ほしぞら                                            |
| 3rd | 2011年8月25日 | 31           | プレゼント                                          |
| 4th | 2012年1月1日  | 音しだま2012 | ロケット                                            |
| 4th | 2012年1月1日  | 音しだま2012 | さくら                                              |
| 5th | 2012年8月23日 | HAPPY 32     | ヒカリ                                              |
| 5th | 2012年8月23日 | HAPPY 32     | 晴れのひ                                            |
| 6th | 2013年1月1日  | 音しだま2013 | 七色の魔法                                          |
| 6th | 2013年1月1日  | 音しだま2013 | ホシノフネ                                          |
| 7th | 2013年11月6日 | 33のレシピ   | よろこびのレシピ                                    |
| 7th | 2013年11月6日 | 33のレシピ   | キラキラ                                            |
| 8th | 2014年8月25日 | GOOD MUSIC   | オーソレミーオ 〜あなたに捧げるグッドミュージック〜 |
| 8th | 2014年8月25日 | GOOD MUSIC   | ヒーロー                                            |

### 配信限定シングル
| 枚  | 発売日         | タイトル                                      |
| --- | -------------- | --------------------------------------------- |
| 1st | 2009年12月9日  | フリーウェイ                                  |
| 2nd | 2009年12月23日 | 歩きましょう                                  |
| 3rd | 2010年1月13日  | ビジネスマン・防波堤の上                      |
| 4th | 2010年1月27日  | そのまた先へ                                  |
| 5th | 2010年2月17日  | またはじめようか（2010Version）・ハローイーバ |
| 6th | 2010年2月24日  | BABY+BABY+BABY・ホットなのかアイスなのか      |

### 配信限定シングル(けんいち名義)
| 枚   | 発売日         | タイトル           |
| ---- | -------------- | ------------------ |
| 1st  | 2019年8月23日  | おはようがすき     |
| 2nd  | 2019年9月25日  | ともだち           |
| 3rd  | 2019年10月25日 | いぬいぬ           |
| 4th  | 2019年11月25日 | おとうと           |
| 5th  | 2019年12月25日 | ワレラ洗濯探偵団   |
| 6th  | 2020年1月25日  | アイスクリーム     |
| 7th  | 2020年2月25日  | うたがすき         |
| 8th  | 2020年3月25日  | 湯                 |
| 9th  | 2020年4月25日  | ごはんできたよー   |
| 10th | 2020年5月25日  | flash!flash!flash! |
| 11th | 2020年6月25日  | 216                |
| 12th | 2020年7月25日  | Barber             |
| 13th | 2020年8月25日  | 40                 |
| 14th | 2020年9月25日  | 君がいるから       |
| 15th | 2020年10月25日 | おとん             |
| 16th | 2020年11月25日 | だれもわるくない   |
| 17th | 2021年1月25日  | つづく             |
| 18th | 2021年2月25日  | 大草原             |
| 19th | 2021年3月25日  | あなたのすき       |
| 20th | 2021年4月25日  | あたりまえ         |
| 21st | 2021年5月25日  | こどくのあじ       |
| 22nd | 2021年6月25日  | 怪獣きゃわゴン     |
| 23rd | 2021年7月25日  | BIRTHDAYS          |
| 24th | 2021年8月25日  | オトハイナズマ     |
| 25th | 2021年9月25日  | ダンデライオン     |

### アルバム
| 枚  | 発売日       | タイトル          |
| --- | ------------ | ----------------- |
| 1st | 2010年7月7日 | いち              |
| 2nd | 2011年3月3日 | Mr.ジェントルマン |
| 3rd | 2012年4月4日 | BANANA            |
| 4th | 2016年3月2日 | BROWN             |

### 書籍
| 枚  | 発売日       | タイトル                                   |
| --- | ------------ | ------------------------------------------ |
| 1st | 2008年6月6日 | 北川けんいち本（またはじめようか・晴れ男） |

## ライブ

### ワンマンライブ
- どーもみなさまこんにちは北川ですTOUR2009（2009年8月31日〜9月4日、神戸・名古屋・原宿）
- ハロー！ボンジュール！！コンニチワ！！！北川けんいちTOUR2010（2010年3月20日〜26日、新潟・大阪・名古屋・原宿）
- 北川けんいちんち Vol.1（2010年12月12日、京都）
- 北川けんいちんち Vol.2（2011年1月28日、京都）
- 北川けんいちんち Vol.3（2011年2月19日、名古屋）
- 北川けんいち「春はまだか」（2011年3月20日〜25日、心斎橋・渋谷）
- コツコツコツコツサーティーワン 〜マイマイマイマイバースディ〜（2011年8月25日、渋谷）
- 北川けんいちんち Vol.4 （2011年10月1日、京都）
- 北川けんいちバースデーライブ2012　（2012年8月23日・25日、大阪・東京）
- 北川けんいちんち Vol.5 （2012年10月19日、京都）
- 北川けんいちんち Vol.6 （2013年3月9日、京都）
- 北川けんいちんち Vol.7 （2013年4月17日、北鎌倉）
- 北川けんいちんち Vol.8 （2013年5月4日、名古屋）
- 北川けんいち33(さんさん) (2013年8月23日・25日、下北沢・大阪）
- 北川けんいちんち Vol.9 （2013年10月26日、福岡）
- 北川けんいちんち Vol.10 （2013年12月28日、京都）
- BIRTHDAY LIVE ~あなたに捧げるグッドミュージック〜 （2014年8月22日・24日、神戸・下北沢）
- 北川けんいちんち Vol.11 （2014年11月1日、京都）
- 北川けんいちんち Vol.12 （2014年11月8日、名古屋）
- 北川けんいちんち Vol.13 （2014年11月23日、仙台）
- グッドミュージックランチライブ2014 （2014年12月21日、下北沢）
- 北川けんいちんち Vol.14 （2015年3月29日、京都）
- 北川けんいちんちDX （2015年8月22日〜25日、名古屋、大阪、東京）
- 北川けんいちんちDX 〜今年もあとひと月ですね〜　（2015年11月23日、京都）
- 「BROWNと音楽隊」～4thアルバムリリースライブ～ （2016年4月8日・10日、阿倍野・下北沢）

### ライブイベント
- 「北川けんいち本」刊行記念インストアライブ(2008年6月21日〜26日、青山・渋谷)
- KOBE PORT ISLAND "GOING KOBE'09"(2009年4月29日、神戸)
- 全力投球!!'09夏(2009年8月23日、渋谷)
- 心斎橋BIG CAT『アンダーグラフ 10th anniversary tour 〜素晴らしきジャパニーズロックファイターズ〜』(2009年8月26日、心斎橋)
- 第3回神戸夙川学院大学大学祭「HERACLES FESTIVAL」(2009年10月4日、神戸)
- 神戸ルミナリエ15周年記念〜KIT KAT Christmas Live〜(2009年12月12日、神戸)
- 名古屋ell.FITS ALL(2010年1月18日、名古屋)
- Astro Hall 10th Anniversary ROCKET START Vol.2(2010年5月19日、原宿)
- 北川けんいち レコ発ライブ!(2010年9月18日、原宿)
- 『SAKURISE　Vol.05』(2010年9月23日、川崎)
- ほたる日和「みらい小説e.p.」RELEASE TOUR（2010年10月16日、大阪）
- まきちゃんぐ presents「ちゃんぐの部屋」（2010年10月27日、心斎橋）
- Lead-off Hitter presents 『アソビゴコロ －愛で地球を救う－』（2010年12月21日、大阪）
- Ride on !! アコースティック編（2011年1月16日、福井）
- 東海高校・中学校「サタデープログラム」（2011年2月19日、名古屋）
- 〜うわつくふたり〜 北川けんいち×sugarbeans「札幌の春にうわつくふたりかな」の巻（2011年4月30日、札幌）
- 他多数

### 個展
- 北川けんいち展”決意”in原宿『2007/12/22(土)〜2007/12/23(日)』　表参道ラパン・エ・アロ
- 北川けんいち展”決意”in神戸『2008/01/26(土)〜2008/01/27(日)』　HYGGE SPACE

## 主な出演

### インターネットラジオ
- ザ・ベストケン（2008年3月18日）
- しんけんゼミ（2008年7月〜）

### CM
- エフティ資生堂 「シーブリーズ」（2006年）（声優）
- イオン 「ランドセル」（2018年）（出演、CMソング）